# Joie Lee
Joie Susannah Lee (New York, 22 giugno 1962) è un'attrice, sceneggiatrice, regista e produttrice cinematografica statunitense.

## Biografia
Sorella dei registi Spike Lee e Cinqué Lee e figlia del musicista Bill Lee, è apparsa in molti film del fratello, come Lola Darling, Fa' la cosa giusta e Mo' Better Blues.
La Lee ha debuttato nel 1986, interpretando il ruolo di Clorinda in Lola Darling, primo lungometraggio del fratello. Nel 1988 ha interpretato Lizzie in Aule turbolente e l'anno dopo ha interpretato Jade nel grande successo di Spike Lee, Fa' la cosa giusta. Nel 1991 ha interpretato Mo' Better Blues e nel 1994 ha scritto e interpretato il film più autobiografico di Spike Lee, Crooklyn.
Nel 2005 ha scritto per il fratello Jesus Children of America, episodio del film collettivo All the Invisible Children, di cui è anche produttrice. Oltre ad essere apparsa in molti film del fratello, la Lee ha lavorato anche con altri registi quali Jim Jarmusch (Coffee and Cigarettes), e nella serie televisiva Law & Order - Unità vittime speciali. Nel 2001 ha debuttato nella regia, dirigendo il cortometraggio Snapped.

## Filmografia

### Attrice
- Lola Darling (She's Gotta Have It), regia di Spike Lee (1986)
- Aule turbolente (School Daze), regia di Spike Lee (1988)
- I Robinson (The Cosby Show) - serie TV (1989)
- Fa' la cosa giusta (Do the Right Thing), regia di Spike Lee (1989)
- Bail Jumper, regia di Christian Faber (1990)
- Mo' Better Blues, regia di Spike Lee (1990)
- Un bacio prima di morire (A Kiss Before Dying), regia di James Dearden (1991)
- Presagio di morte (Fathers & Sons), regia di Paul Mones (1992)
- Crooklyn, regia di Spike Lee (1994)
- Lontano da Isaiah (Losing Isaiah), regia di Stephen Gyllenhaal (1995)
- Girl 6 - Sesso in linea (Girl 6), regia di Spike Lee (1996)
- Bus in viaggio (Get on the Bus), regia di Spike Lee (1996)
- Nowhere Fast, regia di Cinqué Lee (1997)
- Personals, regia di Mike Sargent (1999)
- S.O.S. Summer of Sam - Panico a New York (Summer of Sam), regia di Spike Lee (1999)
- 100 Centre Street - serie TV (2002)
- Law & Order - Unità vittime speciali (Law & Order: Special Victims Unit) - serie TV (2002)
- Coffee and Cigarettes, regia di Jim Jarmusch (episodio Twins) (2003)
- Lei mi odia (She Hate Me), regia di Spike Lee (2004)
- Full Grown Men, regia di David Munro (2006)

### Regista
- Snapped - cortometraggio (2001)

### Sceneggiatrice
- Crooklyn (1994)
- Snapped (2001)
- Jesus Children of America (episodio di All the Invisible Children) (2005)

### Produttrice
- Crooklyn (1994)
- Nowhere Fast (1997)
- Snapped (2001)
- All the Invisible Children (2005)